# Lee Sallows
Lee Cecil Fletcher Sallows (30 april 1944) is een Britse ingenieur in de elektronica, bekend om zijn bijdragen aan de recreatieve wiskunde. Hij is vooral bekend als de uitvinder van golygons, zelf-beschrijvende zinnen en het geometrisch magisch vierkant. Sallows heeft een Erdősgetal van 2.

## Recreatieve wiskunde
Sallows is een expert in de theorie van magische vierkanten en heeft verschillende variaties hiervan op zijn naam staan, waaronder het alfa-magisch vierkant en het geometrisch magisch vierkant. De laatste uitvinding trok de aandacht van de wiskundige Peter Cameron, die heeft gezegd dat hij gelooft dat "er binnen geomagische vierkanten nog een diepere structuur verborgen kan liggen".
In het in 1997 gepubliceerde artikel The Lost Theorem toonde Sallows aan dat elk magisch vierkant van 3 bij 3 verbonden is met een uniek parallellogram in het complexe vlak, een ontdekking die alle voorgaande onderzoekers vanuit de oudheid tot aan de huidige tijd was ontgaan. In 2014 ontdekte Sallows een tweede eerder onopgemerkt resultaat
in verband met de zwaartelijnen van een driehoek.
In 1982 kwam Sallows op het idee van een autogram of zelf-beschrijvende zin, waarin het aantal letters en (mogelijk) andere gebruikte typografische tekens door de zin zelf worden opgesomd.
Een golygon is een veelhoek met alleen rechte hoeken, zodanig dat aangrenzende zijden met opeenvolgende gehele getallen in lengte toenemen. Golygons werden uitgevonden en benoemd door Sallows en geïntroduceerd door A.K. Dewdney in de Computer Recreations kolom van de Scientific American van juli 1990.
In 2012 bedacht en benoemde Sallows self-tiling tile sets—een nieuwe generalisatie van rep-tiles.

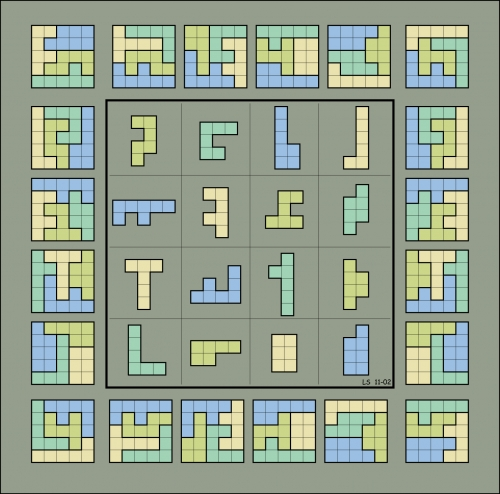
Een van Sallows' geomagische vierkanten

## Persoonlijk leven
Lee Sallows is de enige zoon van Florence Eliza Fletcher en Leonard Gandy Sallows. Hij werd geboren op 30 april 1944 te Brocket Hall in Hertfordshire, Engeland, en groeide op in de wijk Upper Clapton in het noordoosten van Londen. Sallows bezocht Dame Alice Owen's School, toen gevestigd te The Angel, Islington, maar vond er zijn draai niet en verliet deze school op 17-jarige leeftijd zonder diploma. Kennis opgedaan door zijn belangstelling voor de kortegolfradio hielp hem werk te vinden als technicus in de elektronica-industrie. In 1970 verhuisde hij naar Nijmegen in Nederland, waar hij tot 2009 werkte als elektronica-ingenieur aan de Radboud Universiteit.  In 1973 ontmoette Sallows zijn Nederlandse partner Evert Lamfers, met wie hij sindsdien zijn leven deelt. Lamfers is een cardioloog, gepensioneerd sinds 2017.